# Löfbergs Arena
Löfbergs Arena – wcześniej Löfbergs Lila Arena. szwedzki obiekt sportowy znajdujący się w Karlstad, w pobliżu delty rzeki Klarälven. Hala przeznaczona jest głównie do rozgrywek hokeju na lodzie i jest siedzibą drużyny hokejowej SHL – Färjestad BK. W hali rozgrywano również Mistrzostwa Świata w Hokeju na Lodzie 2002. Obiekt powstał w 2001 roku i może pomieścić 8 647 widzów.
W 2004,2006 i 2018 Löfbergs Arena była miejscem rozgrywania półfinałów Melodifestivalen. W obiekcie tym koncertowali również muzycy m.in. Elton John, Bryan Adams, Dolly Parton, Rod Stewart and Judas Priest.